# Lugagnano Val d'Arda
Lugagnano Val d'Arda es un municipio situado en el territorio de la provincia de Piacenza, en Emilia-Romaña (Italia).

## Demografía
| Gráfica de evolución demográfica de Lugagnano Val d'Arda entre 1861 y 2020 |
|                                                                            |
| Fuente ISTAT - elaboración gráfica de Wikipedia                            |